# Groisbach (Gemeinde Aggsbach)
Groisbach ist eine Ortschaft und Katastralgemeinde in der Marktgemeinde Aggsbach in Niederösterreich.

## Geographie

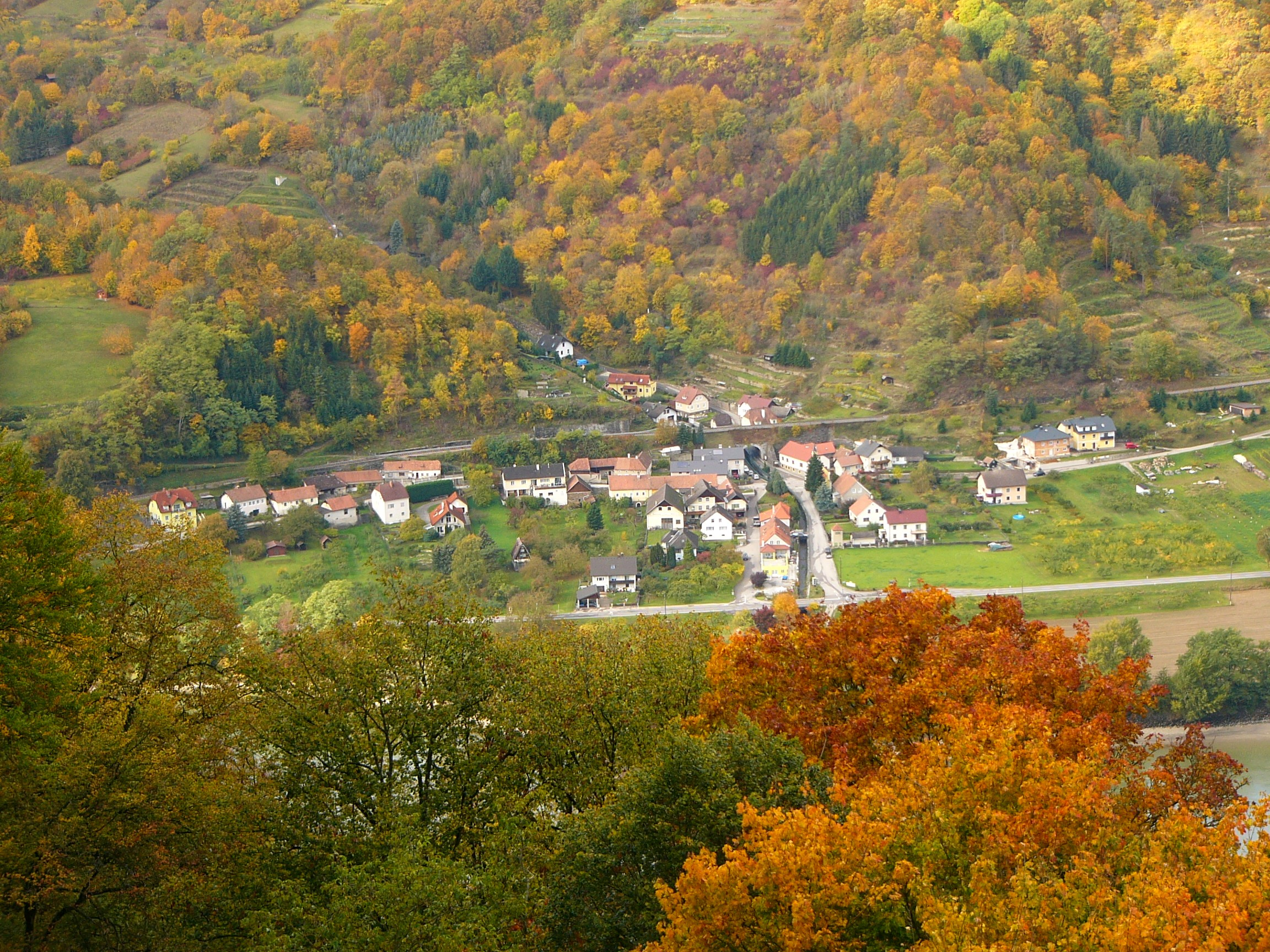
Groisbach von der Ruine Aggstein aus gesehen

Das 67 Einwohner zählende Dorf (Stand: 1. Jänner 2024) liegt am linken Donauufer  an der Mündung des Groisbaches zwischen Willendorf und Aggsbach Markt. Erreichbar ist der Ort über die Donau Straße (B3), von der die Landesstraße L7140 abzweigt und über das Groisbachtal nach Maria Laach führt.

## Geschichte
Im Franziszeischen Kataster von 1823 ist das Dorf mit mehreren Gehöften verzeichnet. Laut Adressbuch von Österreich waren im Jahr 1938 in Groisbach ein Gastwirt, eine Mühlenbauanstalt, ein Schmied, ein Wagner und ein Landwirt mit Ab-Hof-Verkauf ansässig. Bis zur Eingemeindung nach Aggsbach war der Ort ein Teil der damaligen Gemeinde Willendorf in der Wachau.